# Jeff Chandler
Jeff Chandler, de nom Ira Grossel (Brooklyn, Nova York, 15 de desembre de 1918 − Los Angeles, Califòrnia, 17 de juny de 1961), va ser un actor estatunidenc.

## Biografia[1]
Va ser registrat, en néixer, amb el nom d'Ira Grossel. Va ser criat per la seva mare després que els seus pares es van separar en la seva infantesa. Va estudiar en l'Erasmus Hall High School, on han estudiat moltes estrelles del cinema i del teatre. El seu pare estava connectat amb el món dels negocis de restaurants i li va aconseguir treball com a caixer. Ell sempre va voler ser actor, però les dificultats econòmiques el van obligar a estudiar art i a treballar com a pintor de quadres encarregats per correu. Amb el temps va estalviar prou diners per fer un curs d'actuació, va treballar després breument a la ràdio i més endavant com a actor en una companyia d'actors. El seu inici com a actor van ser en els anys quaranta, tant a la ràdio com al teatre, interromputs per la Segona Guerra Mundial. A finals dels quaranta comença a actuar en pel·lícules per a Universal Studios, compamyia que l'havia contractat. Va treballar amb directors de renom, com Fritz Lang (Cloak and Dagge), Robert Rossen (Johny O'Clock), George Sherman (L'espasa del desert) o Elliot Nugent (Mr. Belvedere estudiant).
El 1950 va participar en la pel·lícula Fletxa trencada, dirigida per Delmer Daves i protagonitzada per James Stewart i Debra Paget, on Chandler va interpretar a Cochise, que li va suposar la nominació per l'Oscar al millor actor secundari i que es desenvolupés, en el cinema de Hollywood, el personatge del "bon indi" (o "el bon salvatge", com es coneix el mite de la literatura i del pensament europeu de l'edat moderna). A partir d'aquí i durant tota la dècada no li va faltar el treball com a protagonista de destacades pel·lícules, com Travessia perillosa (Joseph M. Newman), Els germans Barbarroja (Charles Lamont), al costat de Maureen O'Hara; Assalt al fort Clark (George Sherman), també al costat de Maureen O'Hara;  Bird of Paradise  (Delmer Daves), amb Debra Paget; Batalla a pas Apatxe (George Sherman); La càrrega dels indis sioux  (Lloyd Bacon), i Red Ball Express, de Budd Boeticher. Consagrat als papers de caps indis, encarnarà vegades Cochis: The Battle of Apache Pass, Taza, Son of Cochise. També va aparèixer a Atila, rei dels huns, de Douglas Sirk, i en cintes bèl·liques com The Lady Takes a Flyer (Jack Arnold) i Invasió a Birmània (Samuel Fuller), la seva última pel·lícula (va morir abans de l'estrena).
Es va casar amb l'actriu Marjorie Hoshelle el 1946, amb qui va tenir dues filles i de qui es va separar primer el 1954 i després definitivament i legalment, a sol·licitud d'ella, el 1957. Les seves dues filles van morir de càncer, igual que la seva mare, una tia materna, un oncle i el seu avi.
Quan Sammy Davis, Jr. va perdre un ull en un accident i va estar en perill de perdre l'altre, Chandler li'n va oferir un dels seus: ell havia estat a punt de perdre un ull en un accident automobilístic.
Va tenir una relació amorosa amb Esther Williams, qui va afirmar, en la seva autobiografia (1999), que va acabar la seva relació amb ell perquè acostumava a vestir-se de dona.
Va donar públicament suport al govern d'Israel, cosa que va provocar que la República Àrab Unida declarés el 1960 la prohibició de totes les seves pel·lícules als països àrabs.
Chandler mor als 42 anys d'un enverinament a la sang, causada per un bisturí oblidat en una intervenció quirúrgica, poc després del rodatge de la pel·lícula Merrill's Marauders

## Filmografia[2]
- 1945: Thrill of a Romance de Richard Thorpe
- 1949: Mr. Belvedere Goes to College d'Elliott Nugent
- 1949: Sword in the Desert de George Sherman
- 1950: Fletxa trencada (Broken Arrow) de Delmer Daves
- 1950: The Desert Hawk de Frederick de Cordova
- 1950: Two flags west de Robert Wise
- 1951: Bird of Paradise de Delmer Daves
- 1951: Flame of Araby de Charles Lamont
- 1952: Son of Ali Baba de George Marshall (veu)
- 1952: Yankee Buccaneer de Frederick De Cordova
- 1952: Because of You de Joseph Pevney
- 1952: Red Ball Express de Budd Boetticher
- 1952: Battle at Apache Pass de George Sherman
- 1953:  The Great Sioux Uprising Lloyd Bacon
- 1953: East of Sumatra de Budd Boetticher
- 1953: War arrow de George Sherman
- 1954: Taza, son of Cochise de Douglas Sirk
- 1954: Yankee Pasha de Joseph Pevney
- 1954: Sign of the Pagan de Douglas Sirk
- 1955: Foxfire de Joseph Pevney
- 1955: Female on the beach de Joseph Pevney
- 1955: The Spoilers de Jesse Hibbs
- 1956: Xafarranxo de combat (Away All Boats) de Joseph Pevney
- 1956: Pillars of the Sky de George Marshall
- 1957: The Tattered Dress de Jack Arnold
- 1957: Jeanne Eagels de George Sidney
- 1957: Man in the Shadow de Jack Arnold
- 1958: The Lady Takes a Flyer de Jack Arnold
- 1958: Raw Wind in Eden, de Richard Wilson
- 1959: A Stranger in My Arms de Helmut Käutner
- 1959: El congost de la mort (Thunder in the Sun) de Russell Rouse
- 1959: Aposta suïcida (Ten seconds to hell) de Robert Aldrich
- 1959: The Jayhawkers! de Melvin Frank
- 1960: The Plunderers de Joseph Pevney
- 1961: Return to Peyton Place de José Ferrer
- 1961: Merrill's Marauders de Samuel Fuller

## Premis i nominacions
Nominacions
- 1951: Oscar al millor actor secundari per Fletxa trencada